# Puerto de Marabio
El puerto de Marabio es un amplio puerto de montaña con una gran pradería y todo un entramado hidrogeológico de gran valor con dolinas y valles ciegos. Este sistema kárstico comprende 1.225 hectáreas situadas entre los concejos de Yernes y Tameza, Teverga y Proaza, todos ellos en el Principado de Asturias. 
Fue declarado monumento natural por decreto 41/2002, (19 de abril de 2002), bajo la figura de "Monumento Natural de los Puertos de Marabio". Está incluido en el parque natural de Las Ubiñas-La Mesa, en la Zona Especial de Conservación Caldoveiro y en la Zona de Especial Protección para las Aves de Ubiña-La Mesa. El ilustrado astur Gaspar Melchor de Jovellanos ascendió al puerto desde Entrago y dejó escrito en su Diario, en 1792: "Desde Entrago se empieza a subir; cuesta grande no muy pendiente; arriba puertos de pasto (se refería a Marabio). Cráteres de enorme diámetro: los labios de peña caliar y las vertientes sumidas en su fondo. Unos y otros excéntricos y continuados acá y allá (son los montes y lagunas de la sierra de Tameza); el camino entre ellos y las casas de ganados; sirven para recoger la hierba de los prados y los estiércoles. Casetas o barracas para recentales y ordeñar las vacas, que andan todo el verano por los puertos. Hacia calor, y era cosa admirable donde no hallaban sombra subían a las más altas rocas a respirar el aire de la mar. Quizá esto dio origen a la fábula de que las yeguas españolas concebían del viento, pues el ganado caballar hace lo mismo. Cuando se llega a la garganta de los puertos se llaman pastos de facería, porque tienen comunidad en ellos los de Yernes y Tameza... Pueblo de Linares, cuatro leguas mortales, en que tardamos seis horas (desde Entrago hasta Trubia)...”.

## Cavidades
Se pueden destacar tres cavidades: el Sumidoiro del Fondadal (156 metros), la Cueva del Vistulaz (3.000 metros) y el sistema Vegalonga (5.900 metros), si bien aparte de estas existen miles de cavidades en la zona. Muchos de estos valles ciego se inundan debido a la multitud de arroyos que existen en la pradería formando pequeñas lagunas como la de Barrera, la de Vega Castro, la de Foslayegua o la de la Tambaisna.

## Flora y fauna
En la flora al tratarse de una pradería de montaña cabe destacar pastizales y matorrales con algún acebo, espinera,  tejo y serbal de los cazadores, en primavera sus prados huelen a manzanilla.
Entre la fauna destacan lobos, corzos y jabalíes, gato montes y de forma muy ocasional el oso pardo, refugios de murciélagos de cueva, de herradura, pequeño de herradura y mediterráneo de herradura. Entre las aves destacan el treparriscos, el roquero rojo, el águila real, el alimoche, buitre leonado y ratonero común.